# وپمپتو
وپمپتو (به انگلیسی: Veppampattu) یک زیستگاه انسانی در هند است که در تامیل نادو واقع شده‌است.